# Mehedivka, Drabiv
Mehedivka (în ucraineană Мехедівка) este o comună în raionul Drabiv, regiunea Cerkasî, Ucraina, formată numai din satul de reședință.

## Demografie
Componența lingvistică a comunei Mehedivka
     Ucraineană (98,01%)
     Alte limbi (1,21%)
Conform recensământului din 2001, majoritatea populației comunei Mehedivka era vorbitoare de ucraineană (98,01%), existând în minoritate și vorbitori de alte limbi.